# Вила-Боа (Гояс)
Ви́ла-Бо́а (порт. Vila Boa) — населённый пункт и муниципалитет в Бразилии, входит в штат Гояс. Составная часть мезорегиона Восток штата Гойяс. Входит в экономико-статистический микрорегион Энторну-ду-Дистриту-Федерал. Население составляет 3617 человек на 2006 год. Занимает площадь 1060,170 км². Плотность населения — 3,4 чел./км².

## Статистика
- Валовой внутренний продукт на 2003 год составляет 17 014 593,00 реалов (данные: Бразильский институт географии и статистики).
- Валовой внутренний продукт на душу населения на 2003 год составляет 4909,00 реалов (данные: Бразильский институт географии и статистики).
- Индекс развития человеческого потенциала на 2000 год составляет 0,674 (данные: Программа развития ООН).